# 錢德勒河 (阿拉斯加州)
錢德勒河（英語：Chandler River）是美國阿拉斯加州的一條全長125英里（201公里）的河流，其源頭是北極門國家公園和保護區的錢德勒湖。它從錢德勒湖出發，大致向北流入科爾維爾河，並在烏米阿特東北約17英里（27公里）處匯入科爾維爾河。